# Beate Uhse-Rotermund
Beate Uhse-Rotermund (25 de outubro de 1919 - 16 de julho de 2001) foi uma piloto de aviões e empreendedora alemã. Após a Segunda Guerra Mundial  iniciou o primeiro sex shop do mundo: a  Beate Uhse AG.
Era filha de um fazendeiro e de uma médica prussianos. Com 17 anos tinha licença de voo e aos 24 combateu durante a Segunda Grande Guerra no Luftwaffe. Em 1945 fugiu de Berlim para Schleswig-Holstein quando, depois de presa pelo exército britânico e solta no mesmo ano, começou a dar aulas de inglês, vender brinquedos feitos a mão e dar instruções sobre contraceptivos para jovens daquela região. Criou uma revista de temas sexuais e vendeu 32 mil exemplares. Em 1960 tinha 1 milhão de clientes por catálogo e dois anos após fundou o primeiro sex shop.
Morreu vítima de uma pneumonia.